# Никольский, Александр Сергеевич (генерал)
Александр Сергеевич Никольский (по некоторым источникам настоящее имя Борис Александрович Грюнберг, 2 июня 1915, Тирасполь, Херсонская губерния — 1992, Бухарест) — румынский коммунист и советский разведчик, руководитель румынской спецслужбы Секуритате до начала 1960-х годов.

## Молодость
Родился в семье мельника в Тирасполе. В 1932 году вступил в местное отделение молодежного крыла Коммунистической партии Румынии.
В 1933 был арестован румынской секретной полицией Сигуранца. Был введен в члены внутреннего Политбюро компартии. В декабре 1940 года после занятия Бессарабии советскими войсками стал советским гражданином и был принят на службу в НКВД, проходил специальную подготовку в Черновцах.
Под именем Василия Стефанеску перешел нелегальным образом в Румынию, передавал сведения о румынских войсках накануне начала операции Барбаросса. Был арестован и приговорен к пожизненной каторге. Содержался в тюрьме Плоешти вместе с другими советскими разведчиками Владимиром Грибици и Афанасием Шишманом.

## Государственная служба
Освобожден Красной Армией 28 августа 1944 года по всеобщей амнистии. Никольский стал инспектором румынских спецслужб и быстро продвигался по карьерной и партийной лестнице. В мае 1945 года участвовал в операции по передаче Йона Антонеску и его ближайшего окружения из Лубянской тюрьмы обратно в Румынию для судебного процесса. Позднее принял участие в переформировании румынских спецслужб и создании Секуритате на основе мобильных бригад. Был назначен заместителем первого директора Секуритате Георге Пинтилие. Лично участвовал в высылке короля Михая I и в убийстве бывшего главы компартии Штефана Фориша. Выступал организатором массовых репрессий против некоммунистических политиков, государственных и общественных деятелей.
Никольский осуществлял негласную координацию действий сталинских спецслужб и Георгия Георгиу-Дежа, проводил московскую линию в ходе внутрипартийных конфликтов. В 1953 году Никольский стал Генеральным секретарем МВД Румынии. По ряду источников, осуществлял прослушивание разговоров Георгиу-Дежа скрытой аппаратурой.

## Отставка
В 1961 году в ходе охлаждения советско-румынских отношений Никольский был отправлен в отставку в звании генерал-лейтенанта.
Умер в Бухаресте в 1992 году в тот же самый день, когда Генеральный прокурор начал следствие по его делу на основании заявлений от семей жертв Секуритате.